# NPOESS

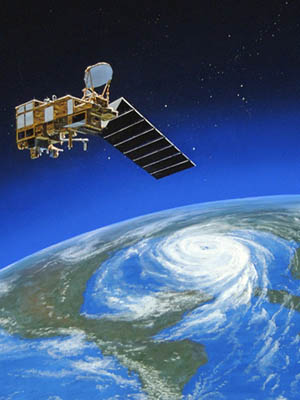
Vue d'artiste du satellite I.

NPOESS (en anglais : National Polar-orbiting Operational Environmental Satellite System, en français : « Système opérationnel de satellites environnementaux nationaux en orbite polaire ») est un programme américain de satellites météorologiques à défilement en orbite polaire annulé en 2010.
Ce programme tri-agences (NOAA, NASA, USAF) mis sur pied en 1994 doit prendre la suite de deux programmes redondants : le programme militaire DMSP et le programme civil géré par la NOAA. Un prototype NPP chargé de tester les futurs détecteurs est développé mais est lancé en octobre 2011 avec cinq ans de retard.
NPOESS est finalement arrêté en février 2010 sur décision de la présidence américaine sans avoir abouti en raison de l'escalade des coûts. Il est remplacé par des programmes civil et militaire disjoints : le programme JPSS de la NOAA/NASA et le programme militaire Defense Weather Satellite System (en) (DWSS). Ce dernier est à son tour annulé en 2012.

## Historique du projet
Les satellites qui doivent être pris en charge par l'agence NOAA après leur mise à poste, doivent remplacer à la fois les satellites météorologiques DMSP de l'Armée américaine (5 à 11 satellites en orbite dans les années 2000) et les satellites NOAA POES développés dans le cadre du programme conjoint Polar Operational Environmental Satellites de l'agence européenne EUMETSAT et la NOAA, l'agence civile américaine chargée de la collecte des données météorologiques et océanographiques. Le programme NPOESS Preparatory Project (NPP) doit permettre grâce au lancement d'un satellite embarquant cinq capteurs de nouvelle génération de tester les nouvelles technologies avant le lancement des satellites NPOESS proprement dit. Le programme NPP rencontre de nombreux problèmes repoussant le lancement jusqu'à octobre 2011, soit 5 ans après la date prévue à l'origine.
Le premier satellite NPOESS , « C1 » ou « Charlie 1 », doit être lancé en 2013. Cette mission spatiale fait partie du programme Earth Observing System qui regroupe un ensemble de satellites de la NASA chargés de collecter des données sur de longues périodes sur la surface de la Terre, la biosphère, l'atmosphère terrestre et les océans de la Terre.
Le 1er février 2010, les services du président américain Obama annoncent que le partenariat noué dans le cadre du projet NPOESS va être dissous et que deux familles distinctes de satellites en orbite polaire vont être développées pour répondre aux besoins civils et militaires. Le 6 décembre 2012, grâce au projet Suomi National Polar-orbiting Partnership (Suomi NPP) , la NASA et ses partenaires peuvent publier la vue satellitaire la plus complète et précise). Il s'agit d'une vue recomposée de la planète vue de nuit (mosaïque de centaines de vues nocturnes sans nuages) réalisée à partir des données récoltées par le satellite « Suomi NPP » de la NASA, lancé en 2011 dans le cadre du programme NPOESS, équipé d'un nouveau capteur, qui photographie l'éclairage artificiel, les lueurs d'incendies et de torchères et celui de la Lune.

## SatelliteNPP

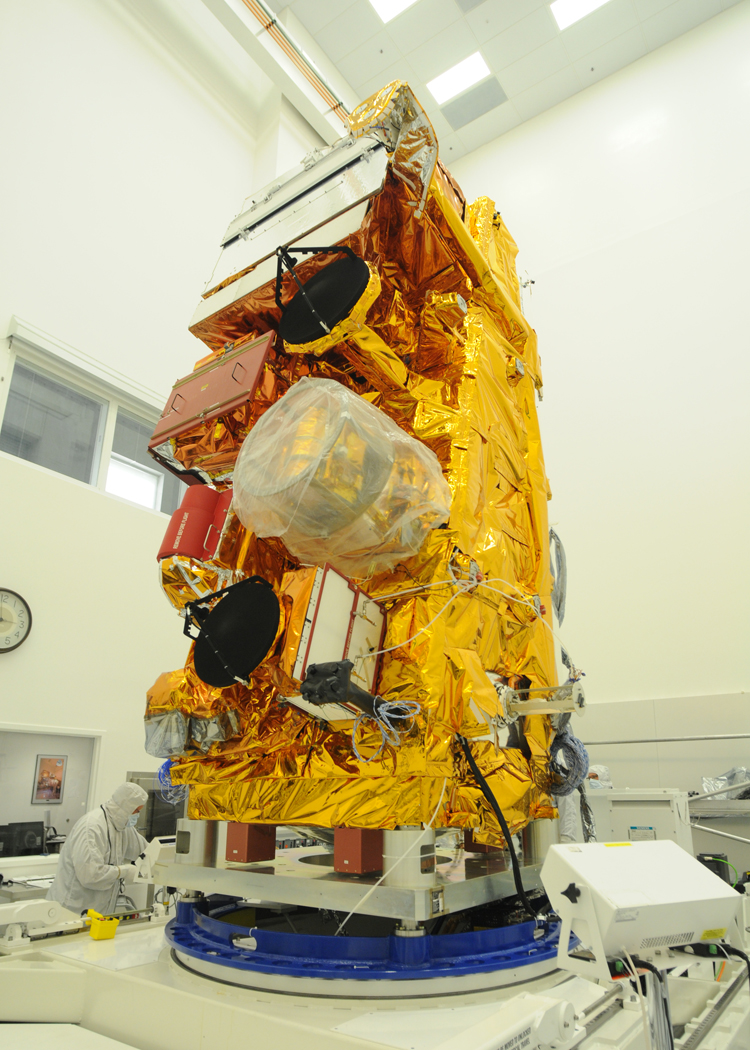
Le satellite NPP en chambre stérile, en janvier 2011.

Le satellite Suomi NPP, d'un coût de 1,5 milliard de dollars américains est lancé par un lanceur Delta II de United Launch Alliance depuis la base de lancement de Vandenberg le 28 octobre 2011 à 9 h 48 UTC. Construit par Ball Aerospace & Technologies, sa masse est de 2,13 tonnes, il évolue sur une orbite polaire à 824 km d'altitude et circule autour de la Terre environ quatorze fois par jour et doit fonctionner durant 5 ans.